# Gabriel Stierncrona
Gabriel Stierncrona, född 28 september 1669 i Uppsala, död 8 september 1723 i Stockholm, var en svensk friherre, justitiekansler och ämbetsman. Han hette ursprungligen Welt (Weldt) och tillhörde en från Tyskland under Sigismunds regering inflyttad släkt. Han var son till Pehr Larsson Welt och Elsa Lindmarck. Stierncrona var häradshövding och lagman. År 1719 blev han Sveriges förste justitiekansler och kort före sin död president i Svea hovrätt. Han uppförde Bromma kyrkas nuvarande kor, Stierncronas gravkor.

## Stierncrona som ämbetsman

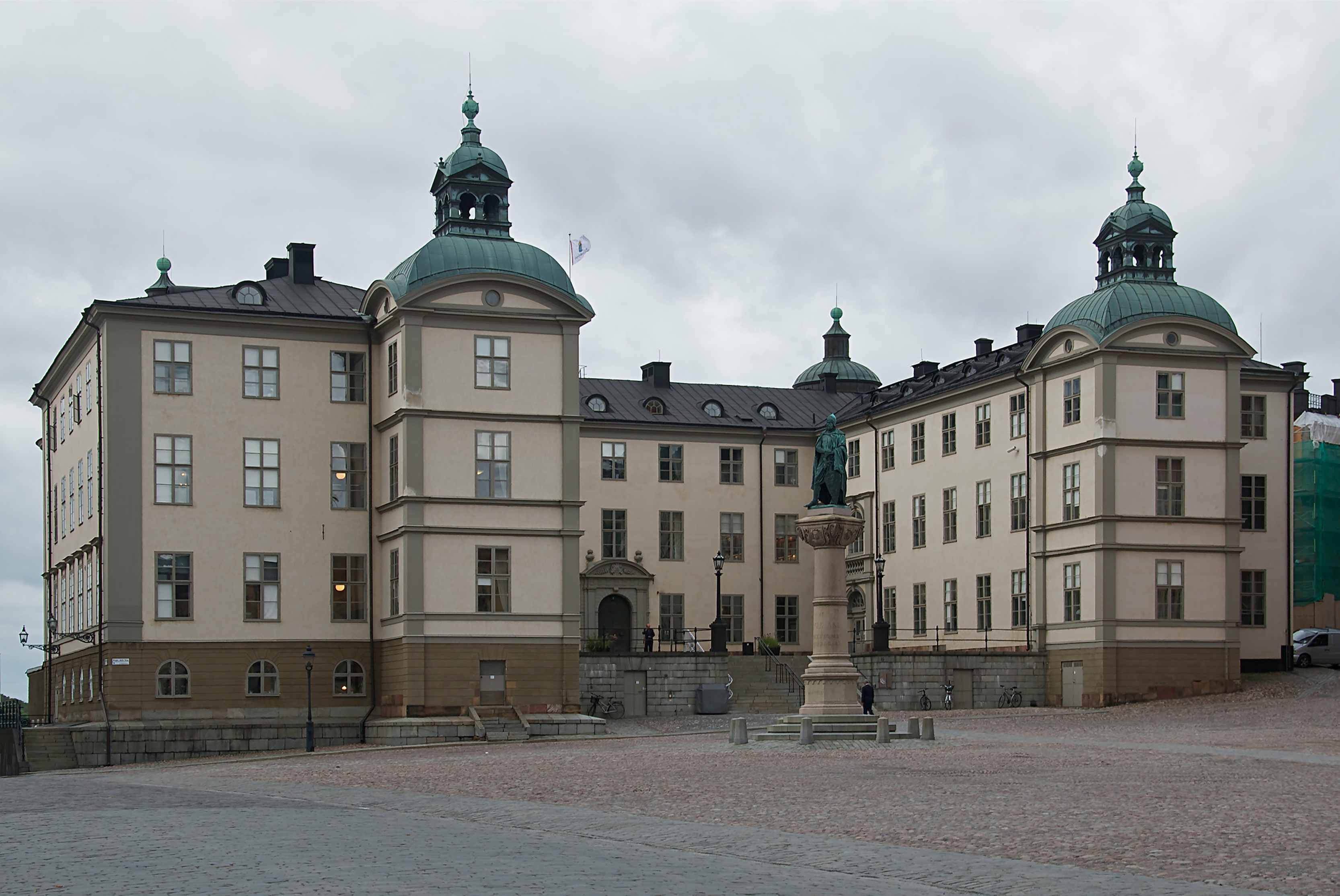
Svea hovrätt 2011, Wrangelska palatset.

Gabriel Stierncrona blev student vid Uppsala universitet. 1691 anställdes han som auskultant i Svea hovrätt, där han tjänstgjorde till 1694. Då förordnades han till häradshövding i Tjusts härad i Kalmar län i norra Småland. 1696 förflyttades han till häradshövdingebefattningen i Sotholms, Svartlösa och Öknebo häraders domsaga på Södertörn. Han adlades 1699 med namnet Stierncrona. Han utnämndes till assessor i Svea hovrätt 1701, blev ledamot av lagkommissionen 1705, lagman i Närke 1712 och förste ombudsman 1714. 
Efter regementsförändringen 1719 blev Stierncrona justitiekansler, den förste i detta ämbete. Han var justitiekansler åren 1719–1723. Samma år som han blev justitiekansler, 1719, erhöll han friherrlig värdighet. Hans sista befordran var till president i Svea hovrätt 1723.  Han hade knappt tillträtt denna plats, förrän han avled i Stockholm. I förarbetena till 1719 års regementsförändring tog Stierncrona en betydande del, men utmärkte sig med för mycken hänsyn. Från 1719 var han också medlem i kommissionen över baron Georg Heinrich von Görtz med flera. 
Under de svåra krigsåren och då den allmänna krediten var förspilld hade han sin förmögenhet osparad till rikets tjänst och lämnade staten vid flera tillfällen ansenliga förskott. I Kongl. Svea hofrätts presidenter samt embets- och tjenstemän 1614–1898, från 1899, står om Gabriel Stierncrona att han "har under de svåriga krigsåren, då allmänna Crediten var förfallen, användt stor del af sin förmögenhet till Rikets tjenst".

## Stjärnsunds manufakturverk

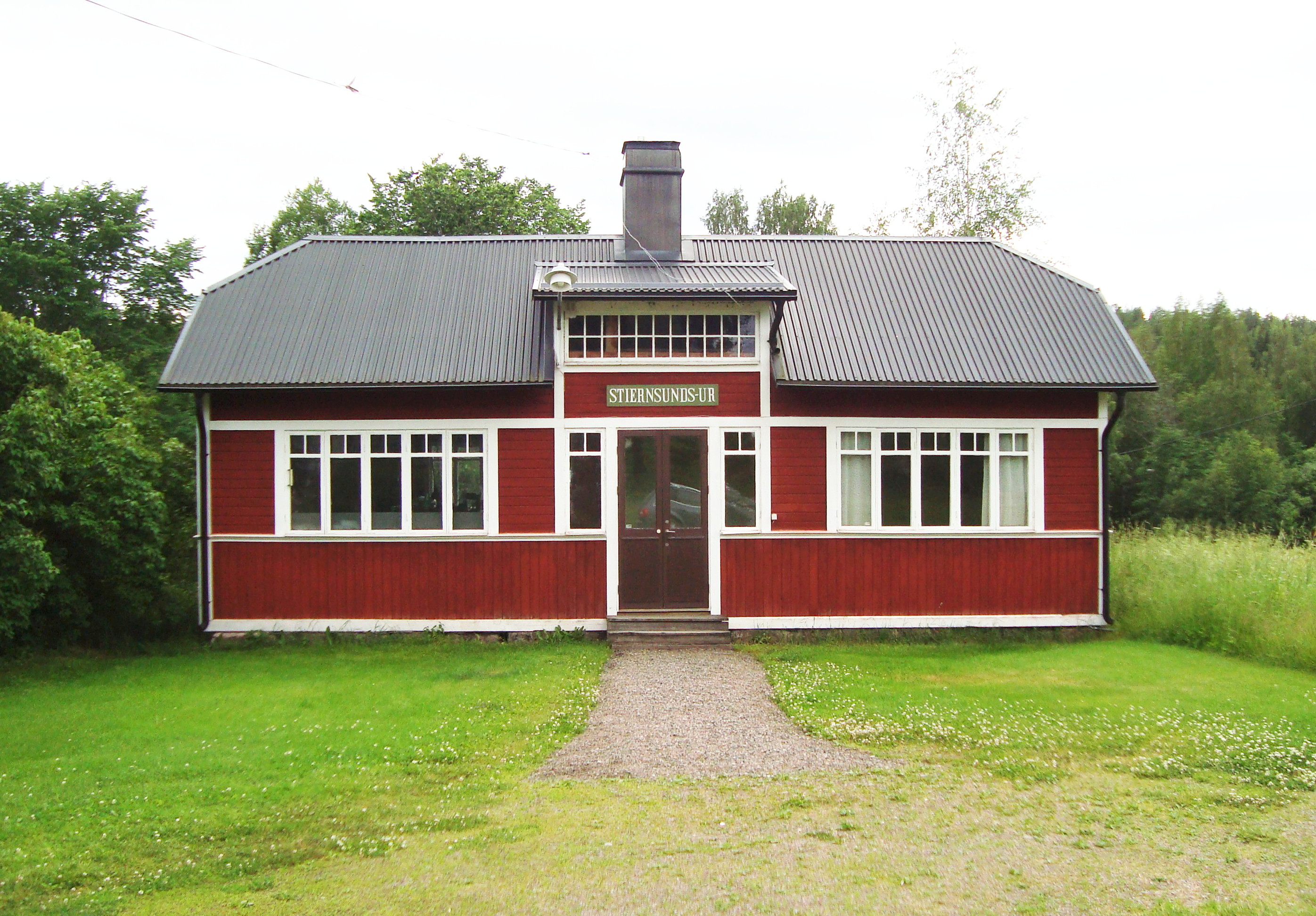
Stjärnsunds manufakturverk, klockverkstaden.

Gabriel Stierncrona grundade tillsammans med Christopher Polhem Stjärnsunds manufakturverk.
Det var en finmekanisk verkstad i Stjärnsund i Hedemora för tillverkning av urverk, lås, dörrbeslag, kaffekvarnar, vävstolar med mera.
I Stjärnsund finns i dag ett café, som bär namn efter Gabriel Stierncrona, Gabriel Stierncrona Café och Restaurang, på Bruksallén 27, Stjärnsund.

## Åkeshovs slott, Sjöbergs herrgård och Kasby herrgård

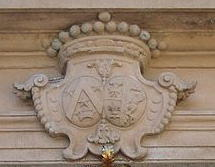
Här syns i närbild Gabriel Stierncronas och hans hustru Antoinetta Maria Amyas vapensköld från 1723 som sitter över entrén på Åkeshovs slott.

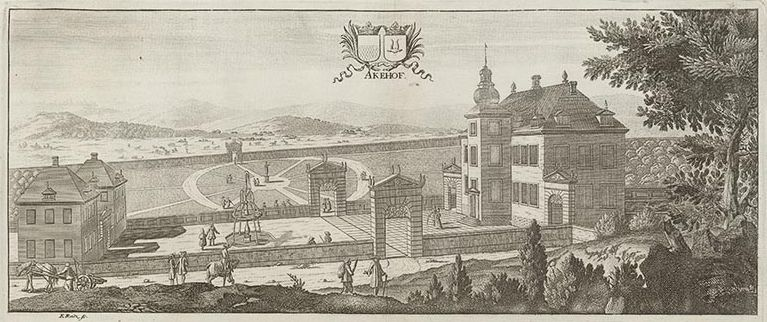
Åkeshovs slott i Suecia Antiqua på 1600-talet.

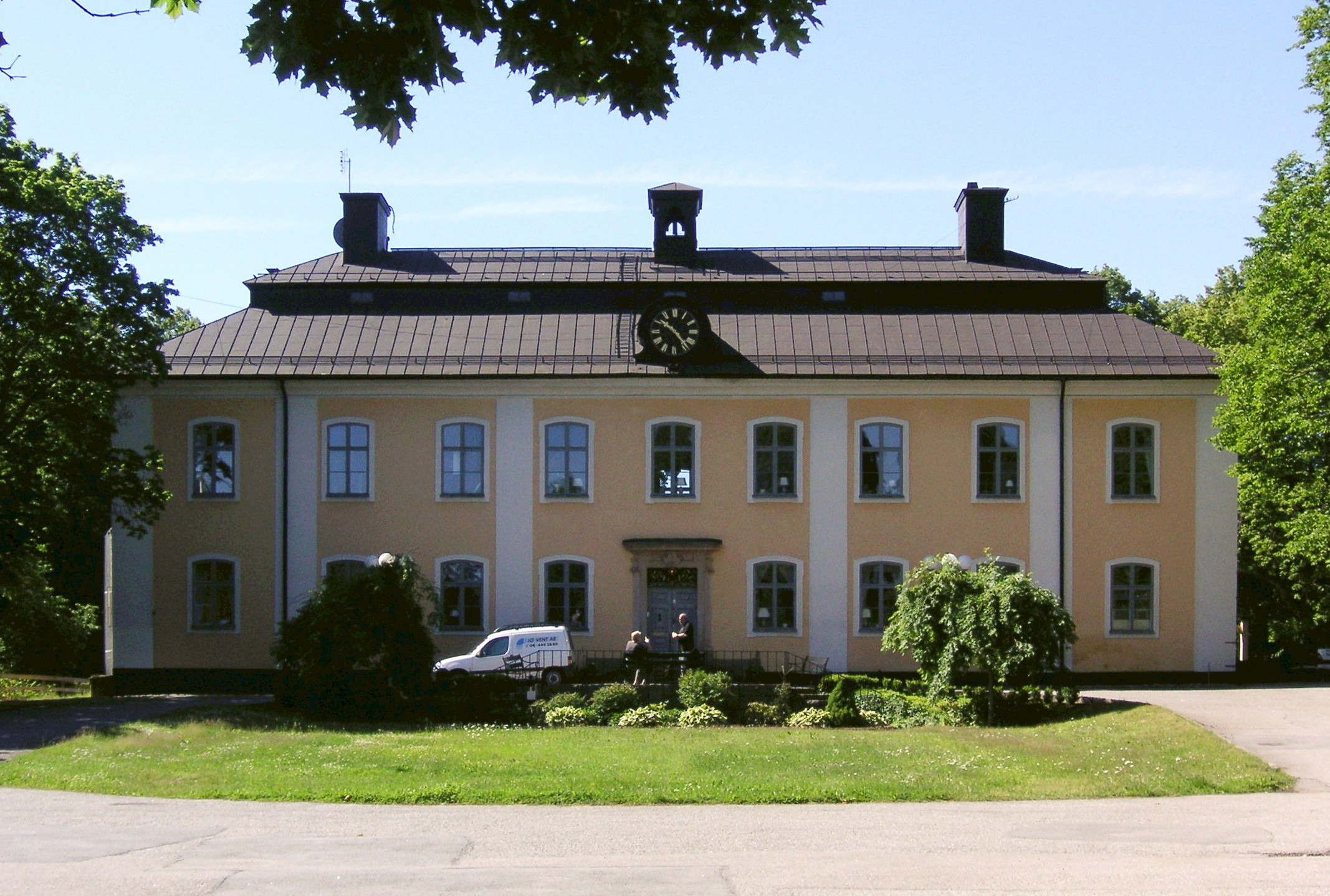
Åkeshovs slott i Bromma.

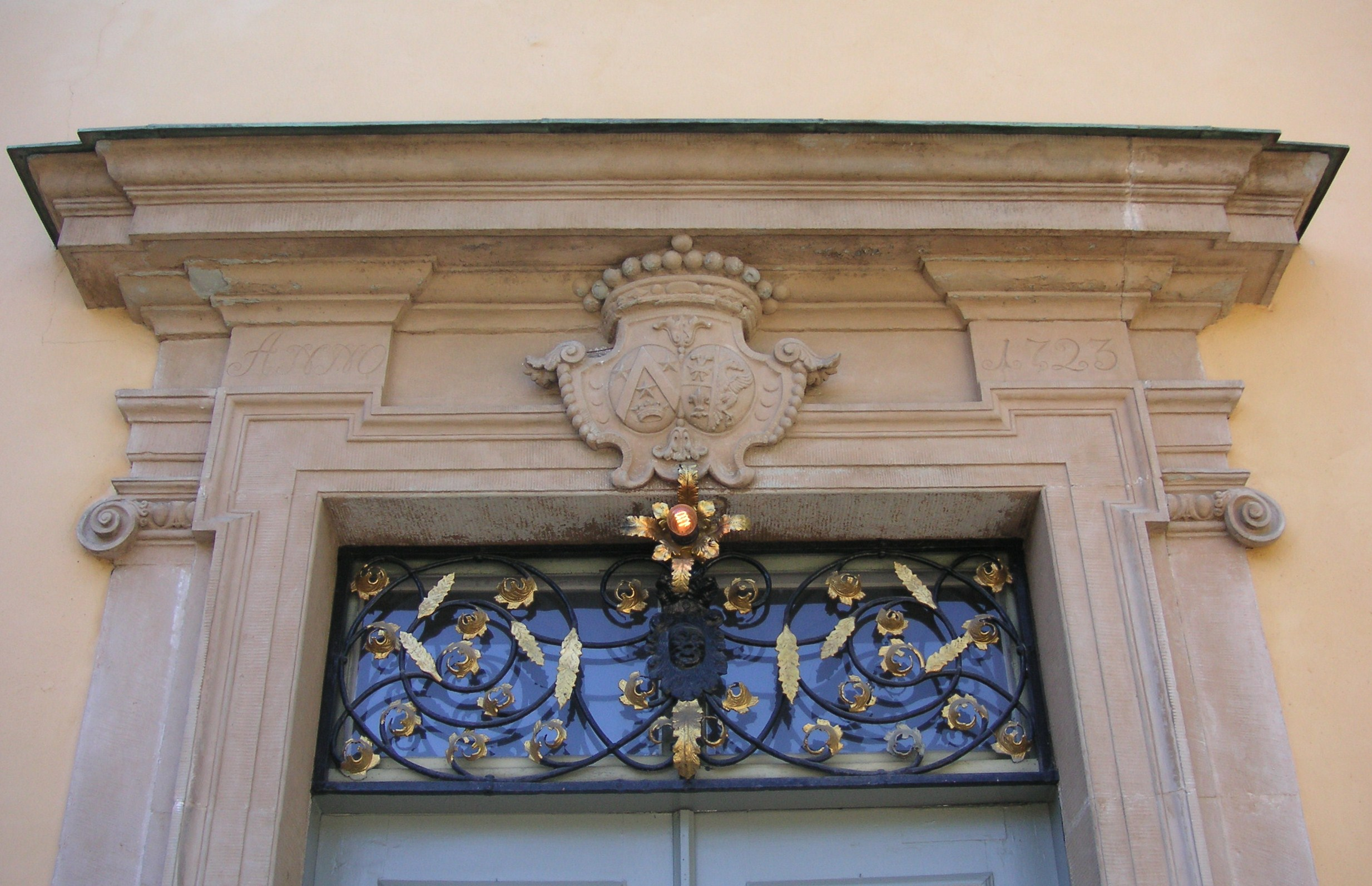
Sandstensportalen, som är klassiskt formad, över huvudingången på Åkeshovs slott, Anno 1723, med Gabriel Stierncronas och hans hustrus Antoinetta Maria Amyas vapensköld och därunder ett elegant smidesgaller i rokoko.

Gabriel Stierncrona var friherre till Åkeshov i Bromma socken samt till Sjöberg herrgård i Vallentuna socken, nära gränsen till Österåker, och till Kasby herrgård i Lagga socken sydost om Uppsala.
Åkeshovs slott uppfördes 1623 men fick sitt nuvarande utseende efter en restaurering 1725. Huvudbyggnaden av sten har två våningar och omges av två flyglar. Över huvudingången syns friherre Gabriel Stierncronas och hans hustru Antoinette Maria Amyas vapensköldar. Ekonomibyggnaderna är uppförda omkring 1800 och restaurerades 1921. Kring huvudbyggnaden ligger trädgård och park. 
1720 köpte Stierncrona Åkeshovs slott av släkten Stenbock. Slottet var 1721–1852 fideikommiss inom den friherrliga ätten Stierncrona och förblev i ättens ägo till 1853, då Gabriel Stierncronas sonsons sonson och slottets siste fideikommissarie, David Erik Stierncrona (1820–1900), bytte egendomen mot Stjernarps gård i Halland.

## Familjeförhållanden
Gabriel Stierncrona hade en äldre bror, Lars Stierncrona (1663–1707). Bröderna Lars och Gabriel Welt, adlades samtidigt den 16 januari 1699. Brodern Lars Stierncrona introducerades 1703 under den adliga ätten Stierncrona nr 1384. Lars Stierncrona var född på Tarv (nu Stjärnholm) i Estuna socken i Roslagen. Gabriel Stierncrona blev senare, den 30 juni 1719, friherre. Han introducerades 1720 under den friherrliga ätten Stierncrona Nr 166.
Gabriel Stierncrona gifte sig den 7 maj 1708 med Antoinetta Maria Amya (1680–1721), som var dotter till handelsmannen i Göteborg, kungliga kommissarien David Amya. De fick sju barn.

## Barn
- Gabriel, född 1709, död 1710.
- David Gabriel, född 1711, död 1711.
- Elisabeth Stierncrona, född 1714, död 1769. Hon gifte sig 1729 med presidenten, greve Fredrik Gyllenborg (1698–1759), herre till Thorsåker och Broby, 1716 anställdes i Svea hovrätt. Elisabeth Stierncrona var författare och utgav bland annat det vidlyftiga uppbyggelsearbetet Mariæ bästa del (1756–1760; ny uppl. 1861–1865). Makarna fick nio barn. Fem av dessa var döttrar, varav fyra var i livet när hon skrev "Råd till mina barn" (1760–1763). Den yngsta, Lovisa, var 16 år när skrivandet inleddes. Den yngsta av pojkarna, Gustaf Adolf, fyllde 17 år 1760. År 1759 dog mannen och detta verkar vara den händelse som utlöste skrivandet. Att Elisabeths yngsta barn närmade sig vuxen ålder är en annan förklaring till att hon påbörjade verket just 1760.[4][5][6]
- David Stierncrona, född 1715, död 1784. Han var kammarherre och senare friherre till Åkeshovs slott. 1747 gifte han sig med friherrinnan Agneta Wrede af Elimä (1718–1800), dotter till riksrådet, friherre Fabian Wrede af Elimä (1694–1768) och hans hustru friherrinnan Catharina Charlotta Sparre (1687–1759). Agneta Wrede af Elimä blev friherrinna på Åkeshovs slott, där hon bodde 1747–1800. Ett rum på slottet, Agneta Wredes förmak, minner om hennes tid där. En son till makarna var David Stierncrona (1754–1817).
- Maria Sophia, född 1716, död 1749.  Hon gifte sig 1734 med sin svågers brorson, riksrådet greve Henning Adolph Gyllenborg (1713–1775) i hans första gifte. Hon ligger begraven i Stierncronska graven i Bromma kyrka.
- Gabriel, född 1718, död 1719.
- Antoinetta Maria, född 1719, död 1720.

## Porträttet i Svea hovrätts stora sessionsrum
"Å ett Hofrättens stora sessionsrum befintligt oljefärgsporträtt af Friherre Stjerncrona finnes följande inskription":
"Quod multi claris debent natalibus, omne

Stierncronius meritis debuit ipse suis."

"Mången för lysande börd har att tacka sin framgång,

Stjerncrona likväl ej så, blott sin egen förtjenst."

## Stierncronas gravkor i Bromma kyrka

### Gravkoret

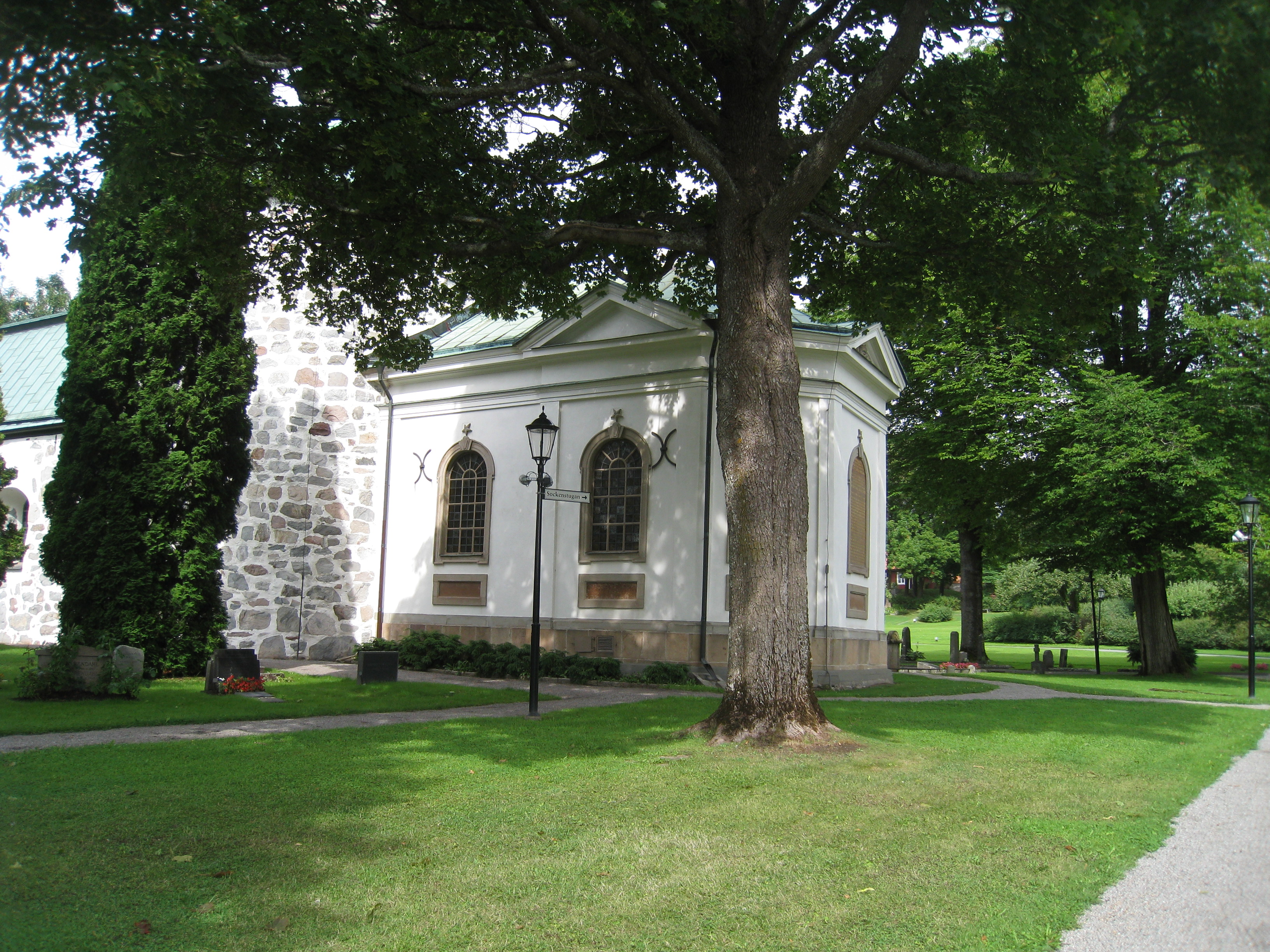
Bromma kyrkas tresidigt avslutade kor byggdes på det medeltida korets plats omkring 1728 som gravplats åt Gabriel Stierncrona och hans ätt. Murmästaråldermannen Jonas Fristedt gjorde ritningarna till koret.

Gabriel Stierncrona avled 8 september 1723 i Stockholm (Åkeshof), han jordfästes 12 september i Klara kyrka i Stockholm och begravdes i Bromma kyrka. Den äldsta delen av kyrkan är det gråstensmurade rundhuset, som antas ha tillkommit på 1160- eller 1170-talet. Då Stierncronas gravkor byggdes var kyrkan redan nära 600 år gammal.
Kyrkans medeltida halvrunda kor, absiden, revs 1727 sedan Gabriel Stierncronas familj på Åkeshof fått tillstånd att på platsen uppföra ett gravkor för familjen och efterkommande. Som de flesta gravkor av det slaget byggdes det i två våningar. Det undre utrymmet avsågs för kistor etcetera. Det övre utrymmet inreddes till minneskapell. Då det medeltida koret revs 1797 uppfördes på dess plats 1728 ett tresidigt avslutat kor, avsett som gravkor åt Gabriel Stierncrona och hans ätt, och med en underjordisk gravkammare under det nuvarande koret.
Koret byggdes efter ritningar av murmästaråldermannen Jonas Fristedt. Utvändigt har korets fasader lisener, fönsteromfattningar, av sandsten och gavelfält över vartannat fönster. Ovanför fönstren ser man släkten Stierncronas vapen, en stjärna.

### Den tidigare gravkammaren

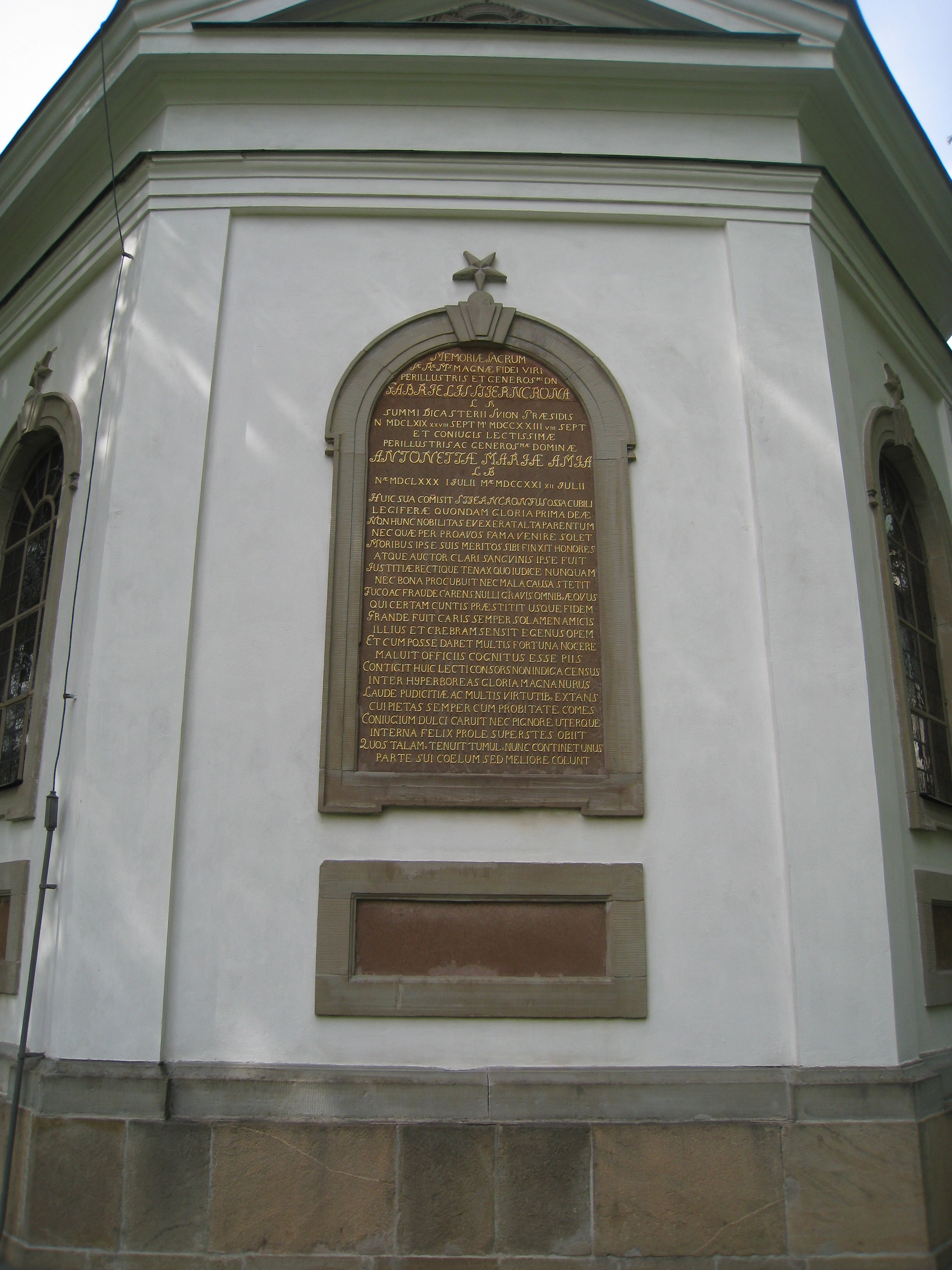
Minnestavlan på korväggen på kyrkans yttervägg på östra gaveln i Bromma kyrka över friherre Gabriel Stierncrona och hans maka Antoinetta Maria Amya, med text på latin. Ovanför minnestavlan, liksom ovanför fönstren i koret, finns släkten Stierncronas vapen, en stjärna.

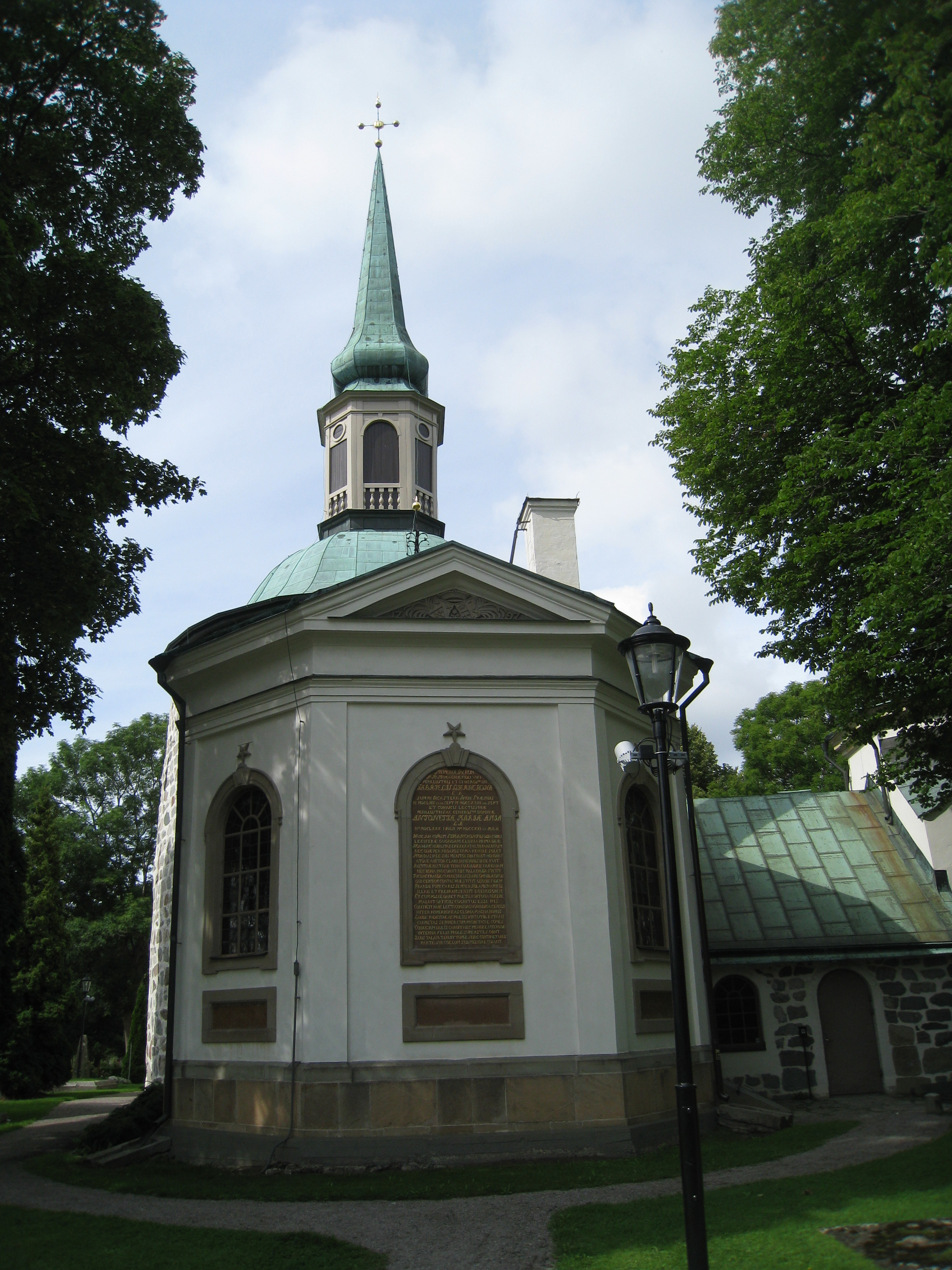
Familjen Stierncronas tidigare gravkor, som interiört är det nuvarande koret inne i Bromma kyrka, där altaret nu finns, men på fasaderna finns det fortfarande kvar minnestavlor över Gabriel Stierncrona. Utvändigt ser man ovanför fönstren släktens vapen, en stjärna. Koret byggdes 1728 som gravkor för ätten Stierncrona. Murmästaråldermannen Jonas Fristedt gjorde ritningarna till koret.

Gravkammaren fanns under det nuvarande koret och ändrades 1906 till pannrum. När gravkoret byggdes om 1906 flyttades alla kistor från gravkammaren till kyrkogården. År 1905 avsade sig familjen Stierncrona dispositonsrätten till sitt gravkor. I nedre planet inrättade församlingen då, som ovan nämnts, en värmecentral. Det övre planet blev kyrkans högkor och är så än idag.
Om ätten Stierncronas gravkor i Bromma kyrka står det i "Svenska adelns ättar-taflor" från mitten av 1800-talet att "Stierncrona ligger begrafven i egen byggd graf under choret i Bromma kyrka, der hans friherrl. vapen ses till venster om altaret. Han var 1719 Ledamot i Kommissionerna, som nedsattes öfver Holsteinska Geheime-Rådet Baron Görtz, Grefve von der Noth, Ecklef och Myntförpaktaren Böijers; förfäktade vid samma års riksdag påståendet hos Adeln att votera klassvis; utmärkte sig genom trohet och kärlek för Konung och Fosterland samt hade under de svåra krigsåren sin förmögenhet ospard till rikets tjenst och gjorde vid hvarjehanda tillfällen ansenliga förskotter; öfver honom slutligen är en medalj slagen."

### Minnestavlan
På kyrkans yttervägg, på östra gaveln, sitter en minnestavla, en stentavla med inskriptioner, över Gabriel Stierncrona och hans maka Antoinetta Maria Amya med text på latin.

### Epitafium

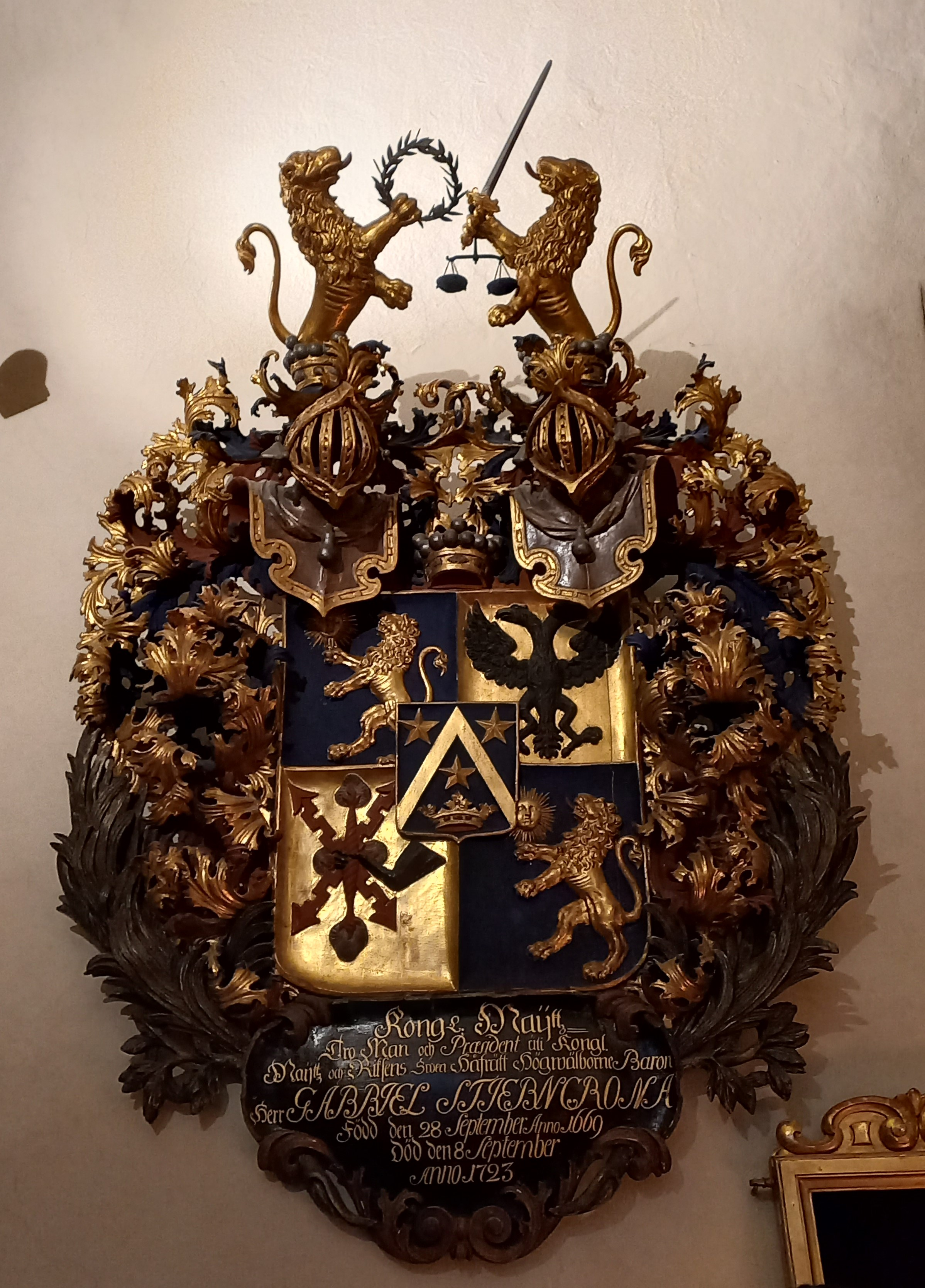
Begravningsvapen och huvudbaner för Gabriel Stierncrona.

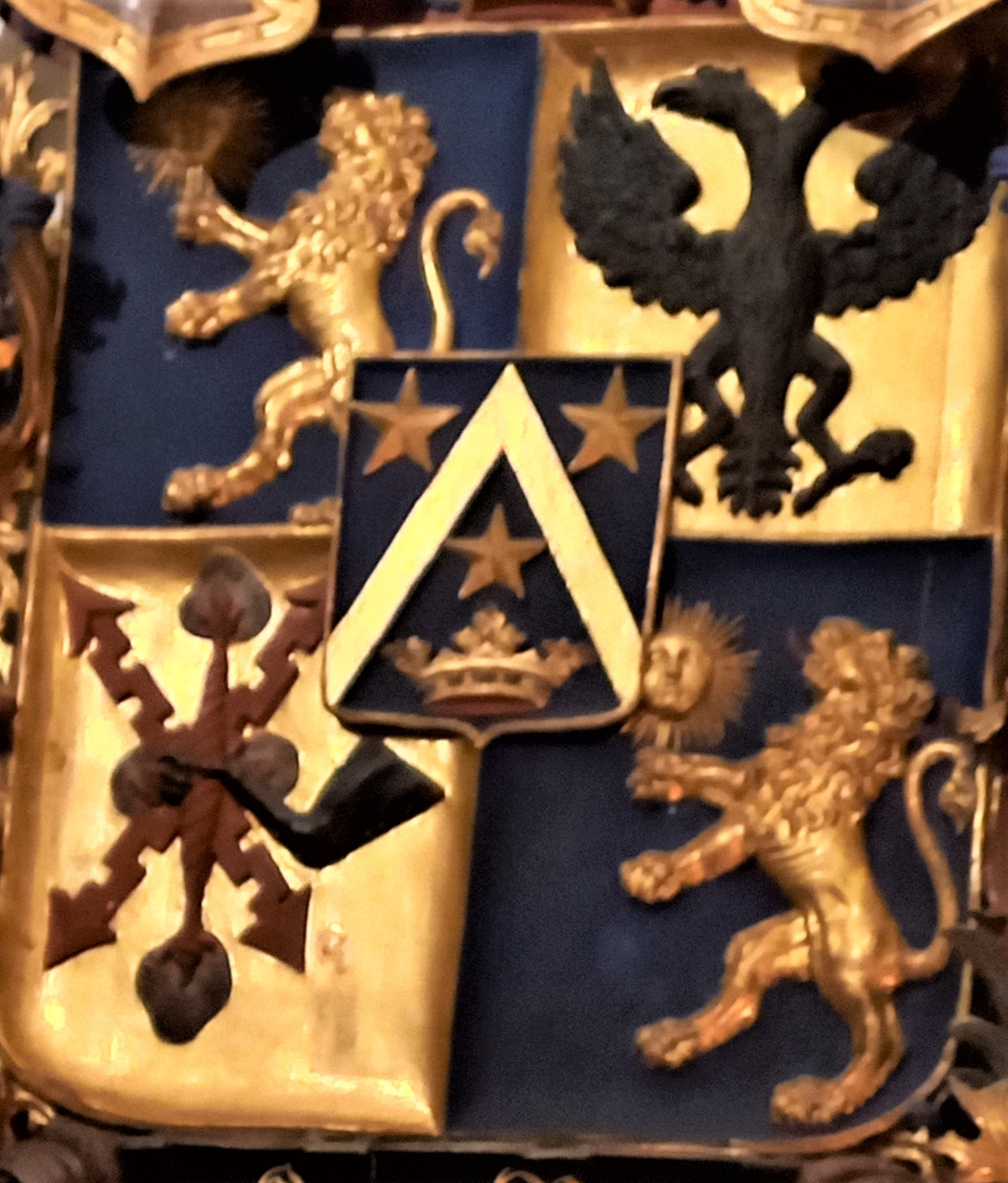
Detalj av Gabriel Stierncronas epitafium i Bromma kyrka. I hjärtskölden är detta vapen talande. Hjälmtäcket ska vara svart, blått och rött fodrat med guld. De båda hjälmarna, liksom skölden, är försedda med krona. Att vapnet har två hjälmar indikerar friherrligt stånd. Vapnet sitter naturligtvis uppsatt i kyrkans högkor.

Ett epitafium över Gabriel Stierncrona finns inne i Bromma kyrka, som numera har tio olika huvudbaner upphängda. Alla de tio begravningsvapnen är skulpterade i trä och målade. I begravningståget bars huvudbaner och anvapen och det kunde därefter sättas upp i kyrkan. Epitafiet innehåller en gravskrift över den döde och efter begravningen placerades det i kyrkan, men det medfördes aldrig i själva processionen. 
Efter begravningen sattes Stierncronas begravningsvapen upp i kyrkan. Under 1600- och 1700-talen bars vid adliga personers begravningar släktens huvudbaner i likprocessionen.
Till vänster i koret i kyrkan sitter Gabriel Stierncronas begravningsvapen. Vapnet har två hjälmar och friherrekrona över skölden. Gabriel Stierncrona på Åkeshof var president i Svea hovrätt. Domstolen Svea hovrätt inrättades 1614 och Stierncrona blev den fjortonde presidenten då han tillträdde 1723 och han efterträdde Carl Gyllenstierna, som avled i juni 1723. Stierncrona själv hann bara vara hovrättspresident i några månader fram till att han avled i september 1723. Han efterträddes av Pehr Scheffer 7 november 1723.
Som ovan nämnts under ätten Stierncronas gravkor jordfästes Gabriel Stierncrona 12 september 1723 i Klara kyrka i Stockholm. Under den svenska stormaktstiden var högtiderna under begravningsceremonierna vad gäller samhällets mera kända och framstående personligheter mycket påkostade. Vid adliga personers begravning fördes i procession huvudvapnet, ibland kallat begravningsvapnet, med den dödes adliga vapen och anvapen, liksom alliansvapen. Anvapen bestod vanligen av på trä målade vapen för de släkter den avlidne tillhört. Ett så kallat alliansvapen bestod av en förening mellan två vapen, till exempel mannens och hustruns vapen, som ställdes eller hängdes bredvid varandra. De var då vända mot varandra.
Som ovan nämnts under ätten Stierncronas gravkammare utmärkte sig Stierncrona genom trohet och kärlek för konung och fosterland samt hade under de svåra krigsåren sin förmögenhet ospard till rikets tjänst och gjorde vid varjehanda tillfällen ansenliga förskotter. Över honom slogs 1724 av arvingarna en medalj, graverad av Johann Carl Hedlinger (även J.C. Hedlinger och Johann Karl von Hedlinger) (1691–1771), schweizisk-svensk medaljkonstnär och gravör.

## Stierncronas Väg i stadsdelen Bromma Kyrka
Stierncronas Väg i stadsdelen Bromma Kyrka är uppkallad efter Gabriel Stierncrona.